# Гудченко, Любовь
Любовь Гудченко (5 марта 1992) — белорусская футболистка, полузащитница клуба «Бобруйчанка». Выступала за сборную Белоруссии. Мастер спорта РБ (2009).

## Биография
Занималась футболом с 1999 года в команде «Малоритчанка» (г. Малорита Брестской области), первый тренер — Александр Лединский. В начале взрослой карьеры выступала за клуб «Жемчужина»/«Виктория-86» (Брест) и за юниорский состав «Бобруйчанки». В составе брестского клуба с 2005 года играла в высшей лиге Белоруссии. В 2013 году перешла в клуб «Надежда» (Могилёв), где провела четыре сезона. Трижды подряд (2014—2016) становилась бронзовым призёром чемпионата страны. В споре бомбардиров в 2014 году была четвёртой (16 голов), в 2016 году — третьей (14 голов).
В 2017 году перешла в литовский клуб «Гинтра», с которым стала трёхкратной победительницей чемпионата Литвы (2017—2019). В составе «Гинтры» регулярно участвовала в матчах еврокубков, где сыграла 15 игр и забила два гола. В 2020 году вернулась в клуб из Могилёва, носивший теперь название «Днепр». В 2021 году заняла четвёртое место среди бомбардиров чемпионата Белоруссии (26 голов).
В 2022 году играла за российский клуб «Звезда-2005» (Пермь). Дебютный матч в высшем дивизионе России сыграла 13 марта 2022 года против «Зенита».
Выступала за юниорскую и молодёжную сборную Белоруссии. Участница финального турнира чемпионата Европы среди 19-летних 2009 года, проходившего в Белоруссии. Играла за национальную сборную Белоруссии, однако не была регулярным игроком команды. В 2014—2018 годах провела 4 матча в отборочных турнирах чемпионатов мира и Европы.